# Никталопия
Никталопията или кокошата слепота представлява невъзможност да се вижда в тъмнината (от гръцки: νύκτ, nykt – „нощ“; и αλαός, alaos – „слепота“), както и смущение в зрителната адаптация към тъмно. Тя се изразява в нарушено нощно зрение, докато дневното не е засегнато. През деня пациентите са с нормално зрение, а вечер и през нощта се ориентират трудно в непозната обстановка.
Кокошата слепота бива функционална и органична:
- Функционалната се развива при липса на витамин А, витамини от група В, липса на белтъци, свързани с транспорта на витамини от стомаха до ретината, стомашно-чревни и чернодробни болести свързани с нарушено усвояване на тези витамини. Наблюдава се при строги диети, дълготраещи пости, продължително гладуване при бедствени ситуации. Този вид кокоша слепота е обратима и след отстраняване на причината за нейното възникване, нощното зрение и адаптацията към тъмно се възстановяват.

- Органичната кокоша слепота е свързана с редица очни заболявания, като най-често с пигментната дегенерация на ретината, висока миопия (късогледство), отлепване на ретината и възпалителни процеси в нея и др. Увреждане на ретината може да настъпи и при инфекциозни заболявания – сифилис, рубеола, морбили и др.

Интоксикациите с тежки метали, невротоксични вещества, психическото и физическо пренапрежение също водят до смутена адаптация. Физиологично тя може да се смути при бременност.
Пигментният ретинит води до необратима кокоша слепота. Касае се за генетично обусловено, наследствено, прогресиращо, нелечимо заболяване. Има двуочна проява и се проявява между 6-ата и 12-ата година от живота, но при нея винаги има и семейна история на заболяването.